# Nielles-lès-Bléquin
Nielles-lès-Bléquin – miejscowość i gmina we Francji, w regionie Hauts-de-France, w departamencie Pas-de-Calais.
Według danych na rok 2007 gminę zamieszkiwało 819. Wśród 1549 gmin regionu Nord-Pas-de-Calais Nielles-lès-Bléquin plasuje się na 196. miejscu pod względem powierzchni.

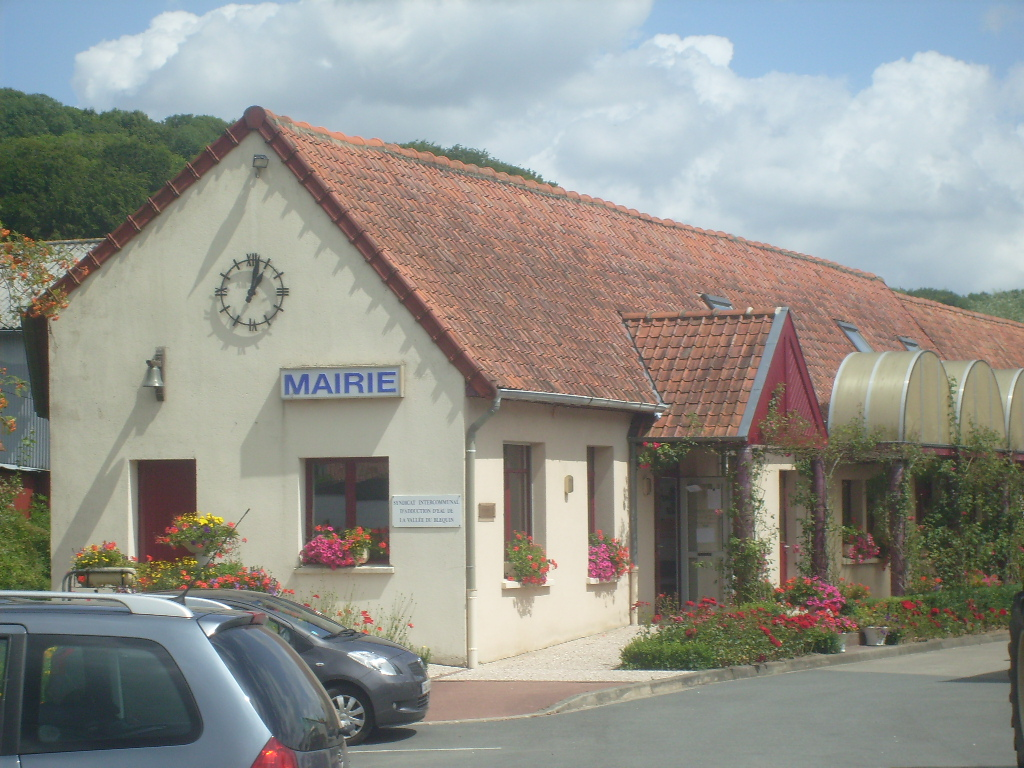
Ratusz